# Грашево
Гра́шево (болг. Грашево) — село в Пазарджицькій області Болгарії. Входить до складу общини Велинград.

## Населення
За даними перепису населення 2011 року у селі проживали 1256 осіб.
Національний склад населення села:
| Національність   | Кількість осіб | Відсоток |
| ---------------- | -------------- | -------- |
| болгари          | 876            | 97,1 %   |
| турки            | 0              | 0 %      |
| цигани           | 0              | 0 %      |
| інша             | 12             | 1,3 %    |
| не визначились   | 14             | 1,6 %    |
| Всього відповіли | 902            |          |

Розподіл населення за віком у 2011 році:
Динаміка населення: